# Plancoët
Plancoët (en bretó Plangoed, gal·ló Plancoét) és un municipi francès, situat a la regió de Bretanya, al departament de Costes del Nord. L'any 1999 tenia 2.589 habitants.

## Demografia
| 1962                                       | 1968  | 1975  | 1982  | 1990  | 1999  |
| ------------------------------------------ | ----- | ----- | ----- | ----- | ----- |
| 2.134                                      | 2.304 | 2.375 | 2.489 | 2.507 | 2.589 |
| Des de 1962: població sense dobles comptes |       |       |       |       |       |

## Administració
| Període   | Identitat         | Partit |
| --------- | ----------------- | ------ |
| 1983-2008 | Marcel Le Goff    |        |
| 2008-     | Viviane Le Dissez | PS     |